# Gaetano Schimmenti
Gaetano Schimmenti (Ancona, 28 novembre 1994) è un atleta paralimpico italiano, specializzato nella velocità.

## Record nazionali
- Staffetta 4×100 m: 43"26 ( Brisbane, 10 ottobre 2019)
- Staffetta 4×100 m (società): 46"83 ( Nuoro, 4 settembre 2021)
- Staffetta 4×200 m indoor: 1'35"64 ( Istanbul, 9 febbraio 2019)
- Staffetta 4×200 m indoor (società): 1'39"28 ( Ancona, 25 gennaio 2020)

## Campionati Nazionali
- 5 volte campione nazionale assoluto paralimpico dei 100 m piani (2014, 2015, 2017, 2019, 2020)
- 2 volta campione nazionale juniores paralimpico dei 100 m piani (2014, 2016)
- 3 volte campione nazionale assoluto paralimpico dei 200 m piani (2013, 2014, 2015)
- 1 volta campione nazionale juniores paralimpico dei 200 m piani (2014)
- 6 volte campione nazionale assoluto paralimpico dei 60 m piani indoor (2015, 2016, 2018, 2020, 2021, 2024)
- 2 volte campione nazionale juniores paralimpico dei 60 m piani indoor (2013, 2014)
- 4 volte campione nazionale assoluto paralimpico dei 200 m piani indoor (2015, 2018, 2019, 2022)
- 1 volte campione nazionale juniores paralimpico dei 200 m piani indoor (2014)
- 4 volte campione nazionale assoluto paralimpico dei 4x100 m piani (2019, 2020, 2021, 2022)
- 6 volte campione nazionale assoluto paralimpico dei 4x400 m piani (2019, 2020, 2021, 2022, 2023, 2024)
- 5 volte campione nazionale assoluto paralimpico dei 4x200 m indoor (2020, 2021, 2022, 2023, 2024)
- 2 volte campione nazionale assoluto paralimpico dei 4x400 m indoor (2020, 2022)

2013
- Oro ai campionati italiani juniores paralimpici indoor (Ancona), 60 m - 8"04
- Oro ai campionati italiani assoluti paralimpici (Pescara), 200 m - 25"81
- Argento ai campionati italiani juniores paralimpici (Pescara), 200 m - 26"77
- Argento ai campionati italiani assoluti paralimpici (Pescara), 100 m - 12"77
- Argento ai campionati italiani juniores paralimpici (Pescara), 100 m - 12"65

2014
- Oro ai campionati italiani juniores paralimpici indoor (Ancona), 200 m - 26"28
- Oro ai campionati italiani juniores paralimpici indoor (Ancona), 60 m - 7"91
- Oro ai campionati italiani assoluti paralimpici (Padova), 100 m - 12"50
- Oro ai campionati italiani juniores paralimpici (Padova), 100 m - 12"34
- Oro ai campionati italiani assoluti paralimpici (Padova), 200 m - 25"36
- Oro ai campionati italiani juniores paralimpici (Padova), 200 m - 26"21

2015
- Oro ai campionati italiani assoluti paralimpici indoor (Ancona), 200 m - 26"21
- Oro ai campionati italiani assoluti paralimpici indoor (Ancona), 60 m - 7"84
- Oro ai campionati italiani assoluti paralimpici (Macerata), 200 m - 24"64
- Oro ai campionati italiani assoluti paralimpici (Macerata), 100 m - 12"33

2016
- Oro ai campionati italiani assoluti paralimpici indoor (Ancona), 60 m - 7"69
- Argento ai campionati italiani assoluti paralimpici indoor (Ancona), 200 m - 24"80
- Oro ai campionati italiani juniores paralimpici (Ancona), 100 m - 11"92
- Bronzo ai campionati italiani juniores paralimpici (Ancona), 200 m - 24"44

2017
- Argento ai campionati italiani assoluti paralimpici (Roma), 200 m - 23"92
- Oro ai campionati italiani assoluti paralimpici (Roma), 100 m - 11"59

2018
- Oro ai campionati italiani assoluti paralimpici indoor (Ancona), 200 m - 24"05
- Oro ai campionati italiani assoluti paralimpici indoor (Ancona), 60 m - 7"38
- Argento ai campionati italiani assoluti paralimpici (Firenze), 200 m - 23"69
- Argento ai campionati italiani assoluti paralimpici (Firenze), 100 m - 11"63

2019
- Oro ai campionati italiani assoluti paralimpici indoor (Ancona), 200 m - 24"12
- Argento ai campionati italiani assoluti paralimpici indoor (Ancona), 60 m - 7"51
- Oro ai campionati italiani assoluti paralimpici (Macerata), 4x100 m - 47"63
- Oro ai campionati italiani assoluti paralimpici (Macerata), 4x400 m - 3’48"30
- Argento ai campionati italiani assoluti paralimpici (Macerata), 200 m - 24"94
- Oro ai campionati italiani assoluti paralimpici (Macerata), 100 m - 11"82

2020
- Oro ai campionati italiani assoluti paralimpici indoor (Ancona), 4x200 m - 1’39"28
- Oro ai campionati italiani assoluti paralimpici indoor (Ancona), 4x400 m - 3’50"20
- Oro ai campionati italiani assoluti paralimpici indoor (Ancona), 60 m - 7"46
- Argento ai campionati italiani assoluti paralimpici indoor (Ancona), 200 m - ?
- Oro ai campionati italiani assoluti paralimpici (Pescara), 4x100 m - 49"60
- Oro ai campionati italiani assoluti paralimpici (Pescara), 4x400 m - 3’54"30
- Bronzo ai campionati italiani assoluti paralimpici (Pescara), 200 m - 24"45
- Oro ai campionati italiani assoluti paralimpici (Pescara), 100 m - 11"87

2021
- Oro ai campionati italiani assoluti paralimpici indoor (Ancona), 4x200 m - 1’42"35
- Oro ai campionati italiani assoluti paralimpici indoor (Ancona), 60 m - 7"50
- Argento ai campionati italiani assoluti paralimpici indoor (Ancona), 200 m - 24"24
- Argento ai campionati italiani assoluti paralimpici (Nuoro), 100 m - 11"60
- 4º ai campionati italiani assoluti paralimpici (Nuoro), 200 m - 24"82
- Oro ai campionati italiani assoluti paralimpici (Nuoro), 4x100 m - 46"83
- Oro ai Campionati italiani FISDIR di atletica leggera 2021 (Nuoro), 4x400 m - 3'50"26

2022
- Bronzo ai campionati italiani assoluti paralimpici indoor (Ancona), 60 m seniores - 7"50
- Oro ai campionati italiani assoluti paralimpici indoor (Ancona), 200 m seniores - 24"40
- Oro ai campionati italiani assoluti paralimpici indoor (Ancona), 4x200m - 1'44"13
- Oro ai campionati italiani assoluti paralimpici indoor (Ancona), 4x400m - 4'03"45
- Oro ai campionati italiani assoluti paralimpici (Molfetta), 4x100 m - 48"38
- Oro ai Campionati italiani FISDIR di atletica leggera 2022 (Molfetta), 4x400 m - 4’29"45
- Argento ai campionati italiani assoluti paralimpici (Molfetta), 100 m - 11"56
- Bronzo ai campionati italiani assoluti paralimpici (Molfetta), 200 m - 24"08

2023
- Oro ai campionati italiani assoluti paralimpici indoor (Ancona), 4x200 m - 1'41"93
- Argento ai campionati italiani assoluti paralimpici indoor (Ancona), 200 m - 23"99
- Argento ai campionati italiani assoluti paralimpici indoor (Ancona), 4x400m - 4'38"18
- Argento ai campionati italiani assoluti paralimpici indoor (Ancona), 60 m - 7"47
- Oro ai campionati italiani assoluti paralimpici (Montebelluna), 4x400m - 3'58"47

2024
- Oro ai campionati italiani assoluti paralimpici indoor (Ancona), 60 m - 7"51
- 4º ai campionati italiani assoluti paralimpici indoor (Ancona), 200 m - 25"37
- Oro ai campionati italiani assoluti paralimpici indoor (Ancona), 4x200 m - 1'41"03
- Argento ai campionati italiani assoluti paralimpici indoor (Ancona), 4x400 m - 4'06"88
- Oro ai campionati italiani assoluti paralimpici (Molfetta), 4x400m - 3'51"98
- Bronzo ai campionati italiani assoluti paralimpici (Molfetta), 200 m - 25"06
- 5º ai campionati italiani assoluti paralimpici (Molfetta), 100 m - 12"18

## Progressione

### 60 metri piani indoor
| Stagione | Tempo | Luogo  | Data      |
| -------- | ----- | ------ | --------- |
| 2023/24  | 7"51  | Ancona | 16-3-2024 |
| 2022/23  | 7"47  | Ancona | 25-2-2023 |
| 2021/22  | 7"55  | Ancona | 30-1-2022 |
| 2020/21  | 7"50  | Ancona | 22-1-2021 |
| 2019/20  | 7"46  | Ancona | 24-1-2020 |
| 2018/19  | 7"50  | Ancona | 26-1-2019 |
| 2017/18  | 7"38  | Ancona | 17-3-2018 |
| 2016/17  | 7"48  | Ancona | 22-1-2017 |
| 2015/16  | 7"53  | Ancona | 3-2-2016  |
| 2014/15  | 7"84  | Ancona | 23-3-2015 |
| 2013/14  | 7"80  | Ancona | 5-2-2014  |

### 100 metri piani
| Stagione | Tempo | Luogo    | Data       |
| -------- | ----- | -------- | ---------- |
| 2022     | 11"56 | Molfetta | 5-6-2022   |
| 2021     | 11"60 | Nuoro    | 4-9-2021   |
| 2020     | 11"87 | Pescara  | 10-10-2020 |
| 2019     | 11"62 | Fermo    | 13-7-2019  |
| 2018     | 11"59 | Ancona   | 6-7-2018   |
| 2017     | 11"59 | Roma     | 16-6-2017  |
| 2016     | 11"87 | Osimo    | 2-7-2016   |
| 2015     | 12"24 | Macerata | ?-?-2015   |
| 2014     | 12"34 | Macerata | ?-?-2014   |
| 2013     | 12"65 | Ancona   | 2-7-2013   |

### 200 metri piani
| Stagione | Tempo | Luogo     | Data      |
| -------- | ----- | --------- | --------- |
| 2022     | 23"88 | Cracovia  | 20-7-2022 |
| 2021     | 24"14 | Bydgoszcz | 10-6-2021 |
| 2020     | 24"45 | Pescara   | 5-9-2020  |
| 2019     | 24"02 | Fermo     | 14-7-2019 |
| 2018     | 23"69 | Firenze   | 25-6-2018 |
| 2017     | 23"92 | Roma      | 17-6-2017 |
| 2016     | 24"82 | Ancona    | 5-6-2016  |

### 200 metri piani indoor
| Stagione | Tempo | Luogo  | Data       |
| -------- | ----- | ------ | ---------- |
| 2024     | 25"37 | Ancona | 17-3-2024  |
| 2023     | 23"99 | Ancona | 26-2-2023  |
| 2022     | 25"16 | Ancona | 29-1-2022  |
| 2021     | 24"24 | Ancona | 23-1-2021  |
| 2020     | 23"98 | Ancona | 25-01-2020 |
| 2019     | 23"91 | Ancona | 27-1-2019  |
| 2018     | 24"05 | Ancona | 18-3-2018  |
| 2017     | 24"28 | Ancona | 21-1-2017  |
| 2016     | 24"41 | Ancona | 13-3-2016  |
| 2014     | 27"40 | Ancona | 25-1-2013  |

## Palmarès
| Anno | Manifestazione  | Sede      | Evento      | Risultato  | Prestazione | Note                          |
| ---- | --------------- | --------- | ----------- | ---------- | ----------- | ----------------------------- |
| 2016 | Mondiali indoor | Ancona    | 60 m piani  | 5º         | 7"56        |                               |
| 2016 | Mondiali indoor | Ancona    | 200 m piani | 6º         | 25"16       |                               |
| 2016 | Mondiali indoor | Ancona    | 4×200 m     | Argento    | 1'38"67     |                               |
| 2017 | Europei indoor  | Praga     | 60 m piani  | 6º         | 7"56        |                               |
| 2017 | Europei indoor  | Praga     | 200 m piani | Semifinale | 24"85       |                               |
| 2017 | Europei indoor  | Praga     | 4×200 m     | Finale     | DNS         |                               |
| 2019 | Europei indoor  | Istanbul  | 60 m piani  | 5º         | 7"60        |                               |
| 2019 | Europei indoor  | Istanbul  | 200 m piani | 5º         | 25"03       |                               |
| 2019 | Europei indoor  | Istanbul  | 4×200 m     | Oro        | 1'35"64     | Record nazionale              |
| 2018 | Europei         | Parigi    | 100 m piani | 5º         | 11"93       |                               |
| 2018 | Europei         | Parigi    | 200 m piani | Batteria   | 23"94       |                               |
| 2018 | Europei         | Parigi    | 4×100 m     | Oro        | 44"43       |                               |
| 2019 | Global Games    | Brisbane  | 100 m piani | Batteria   | 11"92       |                               |
| 2019 | Global Games    | Brisbane  | 200 m piani | Batteria   | 24"44       |                               |
| 2019 | Global Games    | Brisbane  | 4×100 m     | Oro        | 43"26       | Record mondiale               |
| 2021 | Mondiali        | Bydgoszcz |             |            |             |                               |
| 2021 | Mondiali        | Bydgoszcz | 200 m piani | Semifinale | 24"14       |                               |
| 2021 | Mondiali        | Bydgoszcz | 4×100 m     | Oro        | 43"90       |                               |
| 2022 | Europei         | Cracovia  |             |            |             |                               |
| 2022 | Europei         | Cracovia  | 200 m piani | 7º         | 23"88       | Miglior prestazione personale |
| 2022 | Europei         | Cracovia  | 4×100 m     | Oro        | 43"58       |                               |
| 2023 | Global Games    | Vichy     | 100 m piani | Semifinale | 11"74       |                               |
| 2023 | Global Games    | Vichy     | 4×100 m     | Oro        | 43"47       |                               |
| 2024 | Europei         | Uppsala   | 200 m piani | 7°         | 24"85       |                               |
| 2024 | Europei         | Uppsala   | 4×100 m     | Oro        | 44"38       |                               |

## Altre competizioni internazionali
2022
- Bronzo al Golden Gala Pietro Mennea ( Roma), 100 m piani (T20) - 11"72